# 貞末奈名子
貞末 奈名子（さだすえ ななこ、1972年 - ）は、日本の実業家。メーカーズシャツ鎌倉株式会社代表取締役社長。

## 人物・来歴
神奈川県鎌倉市生まれ。清泉女学院中学高等学校を卒業した。1995年、聖心女子大学文学部を卒業後、湘南信用金庫に入社する。
1998年、両親が経営するメーカーズシャツ鎌倉に入社した。1998年からWebビジネス、店舗の物件交渉、業務システム構築（経理・社内インフラ）に携わり、2013年からは独自ドメインでの海外Eコマース事業を手掛ける。2012年、ニューヨークに出店した際、不動産契約から内装、ビザ関係、仕入売上システムとPOSレジ連動システム構築にいたるまで、全ての開店準備を担った。また、ニューヨーク出店を機に、ICタグシステムをNY店含む全店で導入した。2019年、中国初の上海店出店を主導した。
2020年、メーカーズシャツ鎌倉株式会社代表取締役に就任した。同年、コロナ禍にともないニューヨーク店を閉店。2024年に再出店した。

## テレビ出演
- 賢者の選択サクセッション　女性リーダーの事業承継（2024年5月18日、BS12）[4]